# Dinder (řeka)
Dinder (arabsky نهر الدندر‎ [Nahr-ud-dindir], nebo také Dindar, v Etiopii Ayima) je pravostranný přítok Modrého Nilu protékající územím Etiopie a Súdánu. Je také hraniční řekou mezi etiopskými svazovými státy Amharsko a Beningšangul-Gumuz. Délka toku činí přibližně 750 km. Povodí má rozlohu 32 385 km².

## Průběh toku
Pramená oblast řeky Ayima, jak je na horním toku nazývána místními obyvateli, se nachází zhruba 100 km západně od jezera Tana v západní části Etiopie. V nejhornější a srážkově nejbohatší části povodí směřuje tok nejprve na sever. Postupně se obrací na západ a přijímá řadu převážně levostranných přítoků. Poblíž etiopsko-súdánské hranice tvoří řeka jižní hranici etiopského národního parku Alatish, který bezprostředně sousedí se súdánským národním parkem Dinder, jehož jihozápadní částí řeka protéká a kde napájí lužní lesy a množství mrtvých ramen rozesetých podél toku. Na území Súdánu směřuje meandrující tok na severozápad přes vyprahlé roviny státu Sennar. Do Modrého Nilu se vlévá u vesnice Al Rabwah, která se nachází přibližně 210 km jihovýchodně od Chartúmu mezi městy Sennar a Wad Madani.

### Větší přítoky
Na území národního parku Dinder přijímá řeka sezónní pravostranný přítok Galegu.

## Vodní režim
Dinder je sezónní řeka se značně proměnlivým odtokem v jednotlivých letech. Ročně odteče z povodí průměrně 2,7 km³ vody, což odpovídá průměrnému průtoku 85,6 m³/s. To představuje přibližně 5 % ročního odtoku Modrého Nilu. Nerovnoměrně rozložené srážky během roku, vysoký výpar a vsakování způsobují, že během období sucha řeka postupně vysychá a od ledna do května se mění v řadu zbytkových tůní. Souvislý tok se objevuje až v červnu, kdy se začíná naplno projevovat období dešťů v Etiopské vysočině. Maximálních průtoků dosahuje Dinder v srpnu a v září, kdy korytem může protékat až 1010 m³/s. Do konce roku pak množství vody v řece postupně ubývá. Většina vody pochází z horní části povodí, kde jsou výrazně vyšší roční úhrny srážek, které se pohybují přibližně od 1000 do 1500 mm. Během deštivého období od června do září spadne na horním toku až 75 % srážek z celkového ročního množství. Na středním a dolním toku jsou srážky výrazně nižší a na nejsušších místech v dolní části povodí se pohybují mezi 400 až 500 mm. Během období dešťů zde naprší až 90 % z celkového ročního úhrnu.
Prostřednictvím sezónního toku, který ústí zprava nad městem Al Quwaysi, je během povodní posilován tok také vodami ze sousedního povodí řeky Rahad.
Průměrné měsíční odtoky u ústí v letech 1900 až 2002 v milionech m³:

## Využití
Řeka je využívána k zavlažování a k rybolovu, který je praktikován během nízkých stavů, kdy jsou ryby izolovány v jednotlivých tůních.